# Eugène Derbaix
Eugène Désiré Victor Derbaix (Waudrez, 9 mei 1855 - Recquignies, Frankrijk, 25 oktober 1932) was een Belgisch volksvertegenwoordiger, senator en burgemeester.

## Levensloop
Derbaix was een zoon van Philippe Derbaix en van Judith Legay. Hij was getrouwd met Caroline Laloux.
Hij promoveerde tot doctor in de rechten (1877) aan de Katholieke Universiteit Leuven en werd notaris in Binche. In 1918 werd hij opgevolgd door zijn neef Charles Derbaix.
Hij werd gemeenteraadslid (1884) en burgemeester van Binche, van 1885 tot 1921. Ook hierin werd hij opgevolgd door zijn neef Charles Derbaix.
Hij doorliep een lange loopbaan als katholiek parlementslid:
- 1890-1892: volksvertegenwoordiger voor het arrondissement Thuin,
- onder meer op 13 januari 1895 was hij kandidaat voor hetzelfde mandaat maar werd hij niet verkozen,
- 1900-1905: volksvertegenwoordiger voor het arrondissement Thuin,
- 1908-1921: senator voor het arrondissement Charleroi-Thuin,
- 1929-tot aan zijn dood: senator voor het arrondissement Charleroi-Thuin.

Binche heeft een Square Eugène Derbaix.

## Publicaties
- Les habitations ouvrières à Binche, Brussel, 1919.
- Les monuments de la ville de Binche, Mons-Framzeries, 1928